# Диявол у тілі (фільм, 1947)
«Диявол у тілі» (фр. Le Diable au corps) — французький фільм-драма 1947 року, поставлений режисером Клодом Отан-Лара за однойменним романом Раймона Радіге.

## Сюжет
Ножан-сюр-Марн, 1917 рік. Під час Першої світової війни в передмісті Парижа зароджується пристрасний роман між Франсуа (Жерар Філіп), 17-річним підлітком, та 19-річною Мартою (Мішлін Прель), медсестрою-волонтеркою в його ліцеї, що частково переобладнується під лікарню. Коли вони знайомляться, Марта вже заручена. Після невеликої сварки й побачення з Франсуа, що зірвалося, вона виходить заміж. Коханці регулярно зустрічаються у квартирі Марти, де вона живе сама, тому що чоловік пішов на фронт. Вона вагітна від Франсуа. Той спочатку говорить, що дуже щасливий, та готується до розмови з чоловіком. Але нічого не робить.

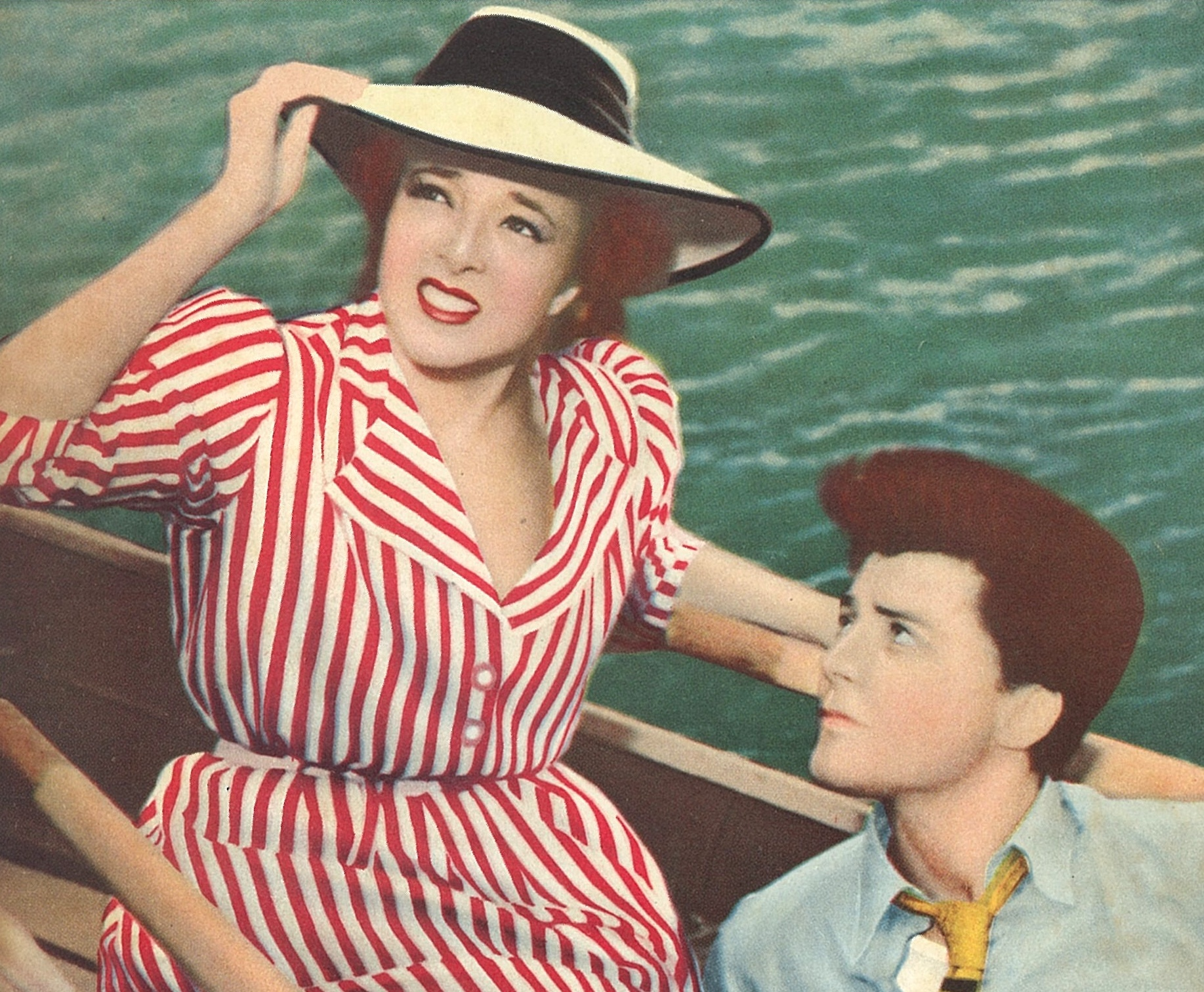
Кадр з фільму

Війна добігає кінця. Втомившись від незрілості та боягузтва Франсуа, Марта одного разу з'їжджає з квартири, не залишивши адреси. Франсуа біжить на вокзал і знаходить її в потягу. Вона говорить, що вирішила народжувати у бабусі в Бретані, де її ніхто не знає. Під час прощальної вечері в Парижі Марті стає погано, і Франсуа телефонує її матері. Вона відвезла доньку з собою і відштовхує Франсуа, який навіть не чинить опору. Йому так і не вистачить сміливості порозумітися з чоловіком Марти. Після пологів Марта помирає, вимовляючи ім'я коханця.

## У ролях
| • Жерар Філіп      | … | Франсуа Жобер                  |
| • Мішлін Прель     | … | Марта Гранж'є                  |
| • Деніз Грей       | … | мадам Гранж'є                  |
| • Жан Дебюкур      | … | мосьє Жобер                    |
| • Жан Лара         | … | Жак Лакомб                     |
| • П'єр Пало        | … | мосьє Марен                    |
| • Моріс Лагрене    | … | лікар                          |
| • П'єр Пало        | … | пенсіонер                      |
| • Мішель Франсуа   | … | Рене                           |
| • Рішар Франкер    | … | власник ресторану гранд-готелю |
| • Макс Максидан    | … | директор школи                 |
| • Жермена Ледуайєн | … | мадам Жобер                    |
| • Жак Таті         | … | офіцер у барі                  |

## Знімальна група
- Автор сценарію — Жан Оранш і П'єр Бост, за однойменним романом Раймона Радіге
- Режисер-постановник — Клод Отан-Лара
- Продюсер — Поль Грец
- Оператор — Мішель Кельбер
- Композитор — Рене Клоерек
- Монтаж — Мадлен Ґуґ
- Художник-постановник — Макс Дюї
- Художник по костюмах — Клод Отан-Лара, Монік Дюнан

## Нагороди та номінації
| Список нагород та номінацій                       | Список нагород та номінацій | Список нагород та номінацій                 | Список нагород та номінацій | Список нагород та номінацій | Список нагород та номінацій |
| Кінопремія                                        | Рік                         | Категорія                                   | Номінант(и)                 | Результат                   |                             |
| ------------------------------------------------- | --------------------------- | ------------------------------------------- | --------------------------- | --------------------------- | --------------------------- |
| Венеційський міжнародний кінофестиваль            | 1947                        | Гран-прі фестивалю                          | Диявол у тілі               | Номінація                   |                             |
| Національна рада кінокритиків США                 | 1949                        | ТОП-10 фільмів                              | Диявол у тілі               | Перемога                    |                             |
| Спільнота кінокритиків Нью-Йорка                  | 1949                        | Найкращий фільм іноземною мовою             | Диявол у тілі               | 3-є місце                   |                             |
| Італійський національний синдикат кіножурналістів | 1949                        | Срібна стрічка за найкращий іноземний фільм | Диявол у тілі               | Номінація                   |                             |